# Saperda densipunctata
Saperda densipunctata is een uitgestorven kever uit de familie van de boktorren (Cerambycidae). De soort is bekend van fossiele vondsten uit het vroeg-oligoceen. De wetenschappelijke naam van de soort werd voor het eerst geldig gepubliceerd in 1937 door N. Theobald.